# 1254

## Esdeveniments
- Batalla d'Adrianòpolis entre l'Imperi de Nicea i l'Imperi Búlgar

## Naixements
Països Catalans
Resta del món
- 24 de juny, Leiden: Florenci V d'Holanda, Comte d'Holanda, comte de Zelanda, comte de Frísia.
- 15 de setembre - Venècia: Marco Polo, explorador i mercader, el més famós dels viatgers de la ruta de la Seda (m. 1324).[1]